# SEKIGAHARA IDOL WARS 〜関ケ原唄姫合戦〜
『SEKIGAHARA IDOL WARS 〜関ケ原唄姫合戦〜』（セキガハラアイドルウォーズ せきがはらうたひめがっせん）は、2014年より開催されている日本のアイドルのイベントである。女性アイドルグループを中心に多数の女性アイドルが出演する。毎年開催されている野外アイドルフェスとしては日本最大規模のアイドルイベントである。

## 概要
2014年より連続で開催。徳川ステージ、豊臣ステージ、戦国ステージ、下克上ステージの大きさの異なる4つのステージにより構成される野外フェス。徳川ステージが最大でメインステージとされる。通常の出演者の他にイベントの数か月前から後述の予選会を勝ち抜いたグループが出演するのが特徴。なお、「関ヶ原」ではなく町名に則った「関ケ原」である。
関連イベントとして、男性アイドルグループを中心とした野外フェス『SEKIGAHARA IKEMEN FESTIVAL』（セキガハライケメンフェスティバル）が開催されている。

## 予選会
関東・名古屋・近畿にて複数回開催される。入場時に配布される「十俵券」「五俵券」(当日のみ使用可、重複したグループ、予選にエントリーしていないゲストへの投票不可）と、会場にて販売される「一俵券」の「投俵数」を競い上位のグループが本戦への出場が出来る。予選会での最上位グループ数組（組数は年によって異なる）が本戦前日に岐阜で行われる関ケ原前夜祭＆予戦最終決戦へ出場し、メインステージである徳川ステージをかけた戦いを繰り広げる。関ケ原前夜祭＆予戦最終決戦ではそれまでの予選同様に入場時に配布される「十俵券」「五俵券」を用いた当日限りの投俵結果により順位を決定するが、「一俵券」の販売は行われない。

## SEKIGAHARA IDOL WARS 2014〜関ケ原唄姫合戦〜
予選会優勝のFleur*が徳川ステージへ。初開催となる今回は出場グループに拠点となる都道府県が併記されるなど戦国の合戦を意識した試みが多く見られた。また、この年は徳川ステージ、豊臣ステージ、戦国ステージの3ステージのみ

### 日程
7月21日

### 出演者
- Aither（宮城）
- I'S9（福岡）
- IDO★HOLIC（東京）
- アイドルカレッジ（東京）
- アイドルストリート選抜チーム（全国）
- アフィリア・サーガ（東京）
- AeLL.（東京）
- OS☆U（愛知）
- ALLOVER（東京）
- 仮面女子（東京）
- 岐阜 濃Know姫隊（岐阜）
- GALETTe（福岡）
- Candy☆Drops（愛知）
- KNU（東京）
- Kebab（愛知）
- 合法幼女症候群（東京）
- さんみゅ～（東京）
- しず風&絆〜KIZUNA〜（愛知）
- ShaQ'n!（愛知）
- GEM（東京）
- SUPER☆GiRLS(東京)
- 青SHUN学園（福岡）
- 青春!トロピカル丸（東京）
- DIANNA☆SWEET（愛知）
- Cheeky Parade（東京）
- Chu-Z（東京）
- TAKENOYAMA24（愛知）
- 10COLOR'S（山口）
- Tokyo Cheer2 Party（東京）
- Doll☆Elements（東京）
- drop（東京）
- NAGOYAアイドル8（愛知）
- 名古屋CLEAR'S（愛知）
- NAGOYA Chubu（愛知）
- ナト☆カン（愛知）
- nanoCUNE（愛媛）
- バーサスキッズ（愛知）
- BUNNY♥KISS（京都）
- PPP! PiXiON（東京）
- フルーティー（北海道）
- Fleur*（東京：予選会優勝）
- 放課後広カワ団（広島）
- 放課後プリンセス（東京）
- THEポッシボー（東京）
- WHY@DOLL（北海道）
- まなみのりさ（広島）
- Mary Angel（大阪）
- 山口活性学園（山口）
- ヤンチャン学園（東京）
- 愛乙女★DOLL（東京）
- LinQ（福岡）
- リンクス（東京）
- READY TO KISS（東京）

## SEKIGAHARA IDOL WARS 2015〜関ケ原唄姫合戦〜
4つめのステージとなる下克上ステージが追加となる。

### 日程
7月20日

### 出演者
- I'S9
- IDO★HOLIC
- アイドルカレッジ
- アイドル教室
- 赤マルダッシュ☆
- アキシブproject
- アップアップガールズ（仮）
- Animadoll-あにまどーる-
- amorecarina
- Ange☆Reve
- w-Street'15選抜
- HR
- OS☆U
- 大阪☆春夏秋冬
- 仮面女子：アーマーガールズ
- 仮面女子：アリス十番
- 神宿
- Gallop+（予選2位）
- Candy☆Drops
- CLEAR'S
- 合法幼女症候群
- 偶像Drop
- 熊田佳奈絵
- KNU
- 椎名ぴかりん
- JK21
- GEM
- Stella☆Beats
- SUPER☆GiRLS
- スルースキルズ
- SAY-LA（予選1位）
- Cheeky Parade
- 月と太陽
- 10COLOR'S
- Doll☆Elements
- drop
- NAGOYAアイドル8
- Vibes
- PASSPO☆
- ハニースパイス
- THEポッシボー
- Chu-Z
- P.IDL
- FES☆TIVE
- ぷちぱすぽ☆
- フルーティー
- predia
- 放課後プリンセス
- WHY@DOLL
- ゆるめるモ!
- リンクSTAR`s
- Luce Twinkle Wink☆
- Ru:Run
- READY TO KISS
- わーすた

## SEKIGAHARA IDOL WARS 2016〜関ケ原唄姫合戦〜
この年から2days開催、またAbemaTVの番組にて特別番組が編成され徳川ステージの生中継が行われた

### 日程
7月23日（土）、24日（日）

### 出演者
- あぃ♡かちゅ（予選14位）
- 愛嬌レスポンス（予選24位）
- I'S9
- i*chip_memory（予選26位）
- アイドルカレッジ
- アイドル教室
- iDOL Street Student選抜
- 赤マルダッシュ☆
- アキシブproject
- アップアップガールズ（仮）
- Animadoll-あにまどーる-
- Ange☆Reve
- AngeLip（予選25位）
- アンダービースティー（予選17位）
- WenDee（予選15位）
- HR
- OS☆U
- 大阪☆春夏秋冬
- OSAKA ラピラーズ
- KATA☆CHU（予選21位）
- 神宿
- 偶像DROP
- 仮面女子
- Gallop+（予選7位）
- Candy☆Drops
- キャンディーzoo（予選23位）
- CANDYIISTRIPE_NEO（予選10位）
- 金星☆ジュリエッタ（予選27位）
- KNU
- Kebab（予選30位）
- 合法幼女症候群 REBOOT
- callme
- さんみゅ～
- GEM
- Jewel*mariee（予選19位）
- Stella☆Beats
- SUPER☆GiRLS
- SAY-LA
- 絶叫する60度
- ダイヤモンドルフィー（予選28位）
- Cheeky Parade
- チャオ ベッラ チンクエッティ
- CHARM（予選13位）
- Chu-Z
- DDプリンセス（予選1位）
- 10COLOR'S
- 東京CuteCute
- dora☆dora（予選16位）
- Doll☆Elements
- drop
- DREAMING MONSTER
- なごやちゅ～ぶ
- PASSPO☆
- HeartsMaker（予選29位）
- 蜂蜜★皇帝（予選2位）
- pax puella
- 原宿物語
- palet
- ばんざいわーるど（予選4位）
- P-loco（予選12位）
- Pimm's（予選10位）
- FES☆TIVE
- ぷちぱすぽ☆
- プティパ-petit pas!-
- フリカケ≠ぱにっく（予選3位）
- PrincessGarden-姫庭-（予選9位）
- BABY☆STAR（予選5位）
- 放課後プリンセス
- WHY@DOLL
- Magical Ban☆Bang（予選18位）
- まねきケチャ
- ゆるっと革命団（予選8位）
- らぶけん（予選6位）
- 愛乙女☆DOLL
- リーブルエール（予選20位）
- リリックホリック歌劇団（予選22位）
- リンクSTAR`s
- Luce Twinkle Wink☆
- READY TO KISS
- わーすた
- ワンダーウィード

## SEKIGAHARA IDOL WARS 2017〜関ケ原唄姫合戦〜

### 日程
7月22日、23日

### 出演者
- i*chip_memory（予選2位）
- アイドルカレッジ
- アイドル教室
- アキシブproject
- 天晴れ!原宿
- アップアップガールズ（仮）
- アップアップガールズ（2）
- Ange☆Reve
- アンダービースティー（予選14位）
- HR
- OS☆U
- 大阪☆春夏秋冬
- CoverGirls（予選7位）
- 仮面女子:アリス十番
- 仮面女子:スチームガールズ
- きみがわたしだけのおうじさまだったら（予選3位）
- Gallop+
- Candy☆Drops
- 金星☆ジュリエッタ（予選16位）
- クピドリック（予選11位）
- KNU
- KRD8
- callme
- サクヤコノハナ（予選4位）
- さんみゅ～
- GEM
- じぇるの!
- sherbet
- Stella☆Beats
- SUPER☆GiRLS
- 3B junior
- 青SHUN学園
- SAY-LA
- 絶叫する60度
- 絶対直球女子!プレイボールズ
- 全力少女R
- ダンシング☆プリンセス（予選13位）
- Checkmate（予選9位）
- Cheeky Parade
- チャオ ベッラ チンクエッティ
- Chubbiness
- Chu☆Oh!Dolly（予選19位）
- Chu-Z
- つぼみ（予選20位）
- Dear L mana（予選12位）
- DEAR KISS
- てぃんく♪（予選18位）
- 東京CuteCute（予選6位）
- 2o Love to Sweet Bullet
- dora☆dora（予選1位）
- DREAMING MONSTER
- drop
- 虹のコンキスタドール
- 26時のマスカレイド
- HIGH SPIRITS（予選10位）
- 蜂蜜★皇帝
- 原宿物語
- Pimm's
- P-loco（予選5位）
- FES☆TIVE
- ぷちぱすぽ☆
- フリカケ≠ぱにっく
- 虹色幻想曲 〜プリズム・ファンタジア〜（予選8位）
- PrincessGarden-姫庭-
- ベボガ!
- まねきケチャ
- MAPLEZ
- ヤンチャン学園音楽部（予選17位）
- 愛乙女☆DOLL
- La PomPon
- リンクSTAR`s
- READY TO KISS
- わーすた
- われらがプワプワプーワプワ（予選15位）
- ワンダーウィード
- ヲルタナティヴ

## SEKIGAHARA IDOL WARS 2018〜関ケ原唄姫合戦〜
デビュー20周年を迎えた鈴木亜美がスペシャルゲストとして登場。

### 日程
7月21日、22日

### 出演者
- i*chip_memory
- IDO★HOLIC（予選14位）
- アイドルカレッジ
- アイドル教室
- アキシブproject
- 天晴れ!原宿
- アップアップガールズ（仮）
- アップアップガールズ（2）
- アップアップガールズ（プロレス）
- アモレカリーナ（予選6位）
- Ange☆Reve
- 異国のパルピタンテ（予選7位）
- エラバレシ
- ゑんら
- OS☆U
- 大宮アイドール（予選11位）
- CoverGirls
- 仮面女子：イースターガールズ
- 仮面女子：スチームガールズ
- きみがわたしだけのおうじさまだったら
- 君の隣のラジかるん
- Gallop+（予選17位）
- CANDY GO!GO!
- Candy☆Drops(Re:Clash)
- きゅい〜ん'ズ
- 九州女子翼
- 吉良美心
- 煌めき☆アンフォレント
- KRD8
- 恋するフリーク（予選4位）
- 神戸flavor（予選21位：大阪1位）
- ごちゃすと（予選1位）
- callme
- サクヤコノハナ
- サンスポアイドルリポーターSIR
- sherbet
- じゃぽん
- 純情のアフィリア
- 神使轟く、激情の如く。（予選3位）
- 鈴木亜美（スペシャルゲスト）
- 綺星★フィオレナード（予選16位）
- SUPER☆GiRLS
- SparklePinkRuby（予選15位）
- SAY-LA
- 青SHUN学園
- 絶対直球女子!プレイボールズ
- 全力少女R
- それでも時代はまわってます。（予選8位）
- チャオ ベッラ チンクエッティ
- Chu-Z
- つぼみ
- Dear L mana
- てぃんく♪（予選13位）
- 手羽先センセーション（予選2位）
- Devil ANTHEM.
- 東京CuteCute
- 東京女子流
- TOKYO SWEET PARTY（予選10位）
- Tokyo Rockets
- 2o Love to Sweet Bullet
- DREAMING MONSTER
- ナナランド
- なんキニ!
- ニコニコ♡LOVERS（予選22位：繰上り出演）
- 虹色の飛行少女
- 虹のコンキスタドール
- 26時のマスカレイド
- HIGH SPIRITS
- 蜂蜜★皇帝
- パピマシェ
- Pimm's
- P-Loco
- FES☆TIVE
- フリカケ≠ぱにっく（予選5位）
- 虹色幻想曲 〜プリズム・ファンタジア〜
- フルーティー
- Premony（予選12位）
- 放課後プリンセス
- 放プリユース（予選19位）
- まねきケチャ
- HOT DOG CAT（予選20位）
- マジカル・パンチライン
- ヤンチャン学園音楽部
- 愛乙女☆DOLL
- LinQ
- READY TO KISS
- わーすた
- われらがプワプワプーワプワ（予選9位）
- ワンダーウィード
- ヲルタナティヴ

## SEKIGAHARA IDOL WARS 2019〜関ケ原唄姫合戦〜
本年より最終決戦1位～8位の結果を全て公開し、順位に応じたステージが各日1ステージにプラスして追加される形に変更となった（2018までは2日間で3ステージプラス1位～3位に徳川ステージを更に追加しており、それ以下の順位の公開もなかった）。

### 日程
7月20日、21日

### 出演者
- i*chip_memory（予選5位、決戦7位）
- アイドールBRAVE（予選16位）
- アイドルカレッジ
- アイドル教室
- アキシブproject
- 天晴れ!原宿
- あゆみくりかまき
- Ange☆Reve
- イケてるハーツ
- 異国のパルピタンテ（予選13位）
- イノセントリリー（予選3位、決戦5位）
- ゑんら
- OS☆U
- 大阪☆春夏秋冬
- 大宮アイドール（予選9位）
- 駆け出しの飛行少女
- CoverGirls
- 仮面女子：アーマーガールズ
- 仮面女子：アリス十番
- 仮面女子：イースターガールズ
- 仮面女子：スチームガールズ
- 君に、胸キュン。 （予選1位、決戦1位）
- Gallop+（予選8位、決戦6位）
- Candy☆Drops
- 九州女子翼
- 煌めき☆アンフォレント
- くるーず～CRUiSE!
- 恋するフリーク
- サクヤコノハナ
- サンスポアイドルリポーターSIR
- さんみゅー
- sherbet
- 純情のアフィリア
- 神使轟く、激情の如く。
- SUPER☆GiRLS
- 綺星★フィオレナード（予選7位、決戦4位）
- 青SHUN学園
- SAY-LA
- 絶叫する60度
- 絶対直球女子!プレイボールズ
- Cent Heaven（予選15位）
- 全力少女R
- Task have Fun
- たけやま3.5
- Chu-Z
- つぼみ大革命
- てぃんく♪（予選4位、決戦3位）
- 手羽先センセーション
- dela
- 2o Love to Sweet Bullet
- DREAMING MONSTER
- 名古屋CLEAR'S
- ナナランド
- ニコニコ♡STREET（予選17位）
- ニコニコ♡LOVERS（予選14位）
- 虹色の飛行少女
- 26時のマスカレイド
- NEO BREAK（予選10位）
- ハープスター
- HIGH SPIRITS
- 蜂蜜★皇帝
- ハニースパイスRe.
- 蜜兎（予選18位）
- Pimm's
- P-Loco
- FES☆TIVE
- フリカケ≠ぱにっく
- 虹色幻想曲 〜プリズム・ファンタジア〜（予選6位、決戦2位）
- フルーティー
- ふわふわ
- BenjaminJasmine
- 放課後プリンセス
- マジカル・パンチライン
- 真っ白なキャンバス
- まねきケチャ
- miel（予選12位）
- メルヘンヌ（予選2位、決戦8位）
- MELLOWMELLOW
- ももたまX（予選11位）
- ヤンチャン学園音楽部
- LiKE
- 楽遊アイドル編集部
- LoVEGReeN
- 愛乙女☆DOLL
- READY TO KISS
- わーすた
- ワンダーウィード

## SEKIGAHARA IDOL WARS 2020〜関ケ原唄姫合戦〜
新型コロナウイルス感染拡大に伴い、予選本戦共に開催中止となった。

## 来年まで待てない! SEKIGAHARA IDOL WARS 2021 〜関ケ原唄姫合戦〜in 尾張
新型コロナウイルス感染拡大の懸念から桃配運動公園の使用許可がおりず、愛知県常滑市・中部国際空港近隣の愛知県国際展示場(Aichi Sky Expo)に移して開催された。今回は初の3日間開催となり、下剋上ステージに代えて尾張ステージが設置された。

### 日程
7月23日～25日

### 予選会
新型コロナウイルス感染拡大対応として予選会を配信アプリLINE LIVE上で無観客にて開催した。

### 出演者
- i+chip=memory（予選Dブロック2位）（出演辞退）
- アイドルカレッジ
- IDOL☆ST∀R MINE（予選Cブロック2位）
- アキシブproject
- Asterisk*zero
- Appare!
- アップアップガールズ（仮）
- アップアップガールズ（2）
- UPローチ
- アメフラっシ
- アルテミスの翼
- alma（出演辞退）
- アンダービースティー
- #あんのわーるど（予選Aブロック1位）
- イケてるハーツ
- Ikenai Rouge Magic（予選Gブロック1位）
- ukka
- 江籠裕奈(SKE48)
- SKE48
- AKB48
- XPLACE（予選Aブロック2位）
- elsy
- OS☆U
- 大阪☆春夏秋冬
- 大宮I☆DOLL（予選Dブロック1位）
- 仮面女子（出演辞退）
- カラフルスクリーム
- 君に、胸キュン。
- Candy☆Drops(Re:Clash)
- 九州女子翼
- 煌めき☆アンフォレント
- CROWN POP
- Gran☆Ciel（出演辞退）
- くるーず～CRUiSE!
- KRD8
- サクヤコノハナ
- サンスポアイドルリポーター SIR
- じーくらむ！
- シークレットシャノワール
- 椎名ひかり
- sherbet
- sherbetNEO
- JAPANARIZM
- JamsCollection
- シュレーディンガーの犬
- 純情のアフィリア
- 神使轟く、激情の如く。
- シンデレラ宣言!
- Sweet Alley
- SUPER☆GiRLS
- すーぱープーばぁー!!（予選Fブロック1位）
- 綺星★フィオレナード
- すたんぴっ！（予選Cブロック1位）
- スリジエ（出演辞退）
- 全力少女R
- SAY-LA
- 戦国アニマル極楽浄土
- Task have Fun
- W.ダブルヴィー
- Chu-Z
- 月に足跡を残した6人の少女達は一体何を見たのか…
- 手羽先センセーション
- テラス×テラス
- テンシメシ໒꒱（予選Eブロック2位）
- 2o Love to Sweet Bullet
- DREAMING MONSTER
- 名古屋CLEAR'S
- なないろ∞ミルキーウェイ（予選Bブロック1位）
- ナナランド
- なんキニ!
- Neat.and.clean-ニトクリ-
- 虹色の飛行少女
- NEO BREAK
- 26時のマスカレイド
- 脳内パステル（予選Gブロック2位）
- HIGH SPIRITS
- 蜂蜜★皇帝
- ばってん少女隊
- 花いろは from ワンダーウィード
- ハニースパイスRe.
- パラディーク
- Peel the Apple
- Pimm's（出演辞退）
- P-Loco
- FES☆TIVE
- 虹色幻想曲〜プリズム・ファンタジア〜
- PrincessGarden-姫庭-
- フルーティー
- PureGi
- BenjaminJasmine
- 放課後プリンセス
- 泡沫パーティーズ
- HOT DOG CAT
- bob up.
- MyDearDarlin'
- まねきケチャ
- MiiS（予選Fブロック2位）
- miscast
- Milky＊Sphene
- mogu☆mogu（予選Eブロック1位）（出演辞退）
- モノクローン
- 夜光性アミューズ
- YUMEADO EUROPE（予選Bブロック2位）
- 4次元コンパス
- ラストアイドル
- 愛乙女☆DOLL
- READY TO KISS
- Lupinus-ルピナス-
- LeirA
- わーすた
- ワンダーウィード天

## SEKIGAHARA IDOL WARS 2022 〜関ケ原唄姫合戦〜
3年ぶりとなる桃配運動公園での開催。今回より従来の下克上ステージが「桃配ステージ」に改称。新たに小ステージとしての下克上ステージを配置した5ステージ体制となった。

### 日程
7月22日～7月24日

### 予選会
前年に引き続きLINELIVE上での課金レースを中心とした予選会を開催。
予選会上位20組が本戦出場、上位12組が徳川ステージ出演をかけた有観客の決勝ライブに進出する予定であったが予選会のラスト一時間でギフティングが出来なくなる運営のミスがあり後日1時間の延長予選会を開催。本来の終了タイミングでの進出者にプラスして勝ちあがらせる処置を行った。

### 出演者
- ISPY
- アイドルカレッジ
- I MY ME MINE
- I'mew
- I-COL
- アキシブproject
- Asterisk*zero
- あたまのなかは8ビット!?
- Appare!
- アルテミスの翼
- Ange☆Reve
- アンダービースティー
- Ikenai Rouge Magic
- いぎなり東北産
- イケてるハーツ
- いちぜん!
- 泡沫パーティーズ
- ukka
- STU48
- エラバレシ
- Le⭐︎miel
- elsy
- OS☆U
- OCHA NORMA
- かすみ草とステラ
- 仮面女子
- カラフルスクリーム
- 君に、胸キュン。
- 九州女子翼
- 煌めき☆アンフォレント
- Gran☆Ciel
- Candy☆Drops(Re:Clash)
- サクヤコノハナ
- サンスポアイドルリポーター SIR
- C;ON
- じーくらむ！
- シークレットシャノワール
- JAPANARIZM
- JamsCollection
- シュレーディンガーの犬
- 純情のアフィリア
- 神使轟く、激情の如く。
- シンデレラ宣言!
- Sweet Alley
- SUPER☆GiRLS
- 綺星★フィオレナード
- GILTY×GILTY
- SPRISE-スプライズ-
- 青SHUN学園
- SAY-LA
- SAISON
- 刹那的アナスタシア
- 戦国アニマル極楽浄土
- Task have Fun
- W.ダブルヴィー
- twinpale
- TEARS-ティアーズ-
- テンシメシ໒꒱
- 2o Love to Sweet Bullet
- dela
- ナナランド
- なんキニ!
- NEO BREAK
- のんふぃく!
- HIGH SPIRITS
- 蜂蜜★皇帝
- ばってん少女隊
- 花いろは
- ハニースパイスRe.
- パラディーク
- P-Loco
- Pimm's
- PinkySpice
- FES☆TIVE
- PrincessGarden-姫庭-
- FRUITS ZIPPER
- フルーティー
- BREAK TIME GIRLS
- BLKLiliY
- BABY-CRAYON〜1361〜
- Bety
- べんじゃす!
- HOT DOG CAT
- ぼばっぷ!
- MyDearDarlin'
- 真っ白なキャンバス
- まねきケチャ
- mistress
- Milky＊Sphene
- メイビーME
- 夜光性アミューズ
- YURiMental
- ゆるめるモ!
- 欲バリセンセーション
- ラテラルアーク
- 愛乙女☆DOLL
- READY TO KISS
- わーすた
- ワンダーウィード天
- わんふぁす

## SEKIGAHARA IDOL WARS 2023 〜関ケ原唄姫合戦〜
2019年以来となる有観客方式の予選会に回帰。

### 日程
7月21日～7月23日

### 出演者
- i-COL
- アイドルカレッジ
- IDOL★ST∀R MINE
- AiVER.
- I MY ME MINE
- I'mew
- iLiFE!
- アキシブproject
- アステリア
- Appare!
- UPローチ
- アポロンの翼
- アルテミスの翼
- THE ENCORE
- Ange☆Reve
- アンスリューム
- アンダービースティー
- 1学期の前髪
- 泡沫スターチス
- 泡沫パーティーズ
- UtaGe!
- SIR
- ESTLINK☆
- STU48
- elsy
- OS☆U
- OCHA NORMA
- ガガピエロ
- かすみ草とステラ
- 仮面女子
- カラフルスクリーム
- 君とセレンディピティ
- 君に、胸キュン。
- CANDY TUNE
- Candy☆Drops(Re:Clash)
- 九州女子翼
- きゅ～くる
- GILTY×GILTY
- キングサリ
- Gran☆Ciel
- KRD8
- SAIGO NO BANSAN
- SAI²Rium
- サクヤコノハナ
- C;ON
- シークレットシャノワール
- ジエメイ
- Sisterあにま
- Sharply♯ × Flutter♭
- JamsCollection
- Jewel☆Mare&Rouge
- シュレーディンガーの犬
- 純情のアフィリア
- 神使轟く、激情の如く。
- シンデレラ宣言!
- SUPER☆GiRLS
- スーパーベイビーズ
- 酔生夢死
- Sweet Alley
- 輝星★Cosμ’n.
- 夜宙☆ShiNew'
- 彗星♩dropTune°
- SPRISE
- スポポポポニー
- 青SHUN学園
- SAY-LA
- SAISON
- Task have Fun
- W.(ダブルヴィー)
- Chu-Z
- 月に足跡を残した6人の少女達は一体何を見たのか…
- TEARS-ティアーズ-
- deeper²
- 手羽先センセーション
- dela
- テラス×テラス
- 点染テンセイ少女。
- TENRIN
- 東京CuteCute
- 2o Love to Sweet Bullet
- ドラマチックレコード
- DREAMING MONSTER
  1. ドレミファソラシード
- ナト☆カン
- ナナランド
- なんキニ!
- 虹色の飛行少女
- NEO BREAK
- のらりくらり
- のんふぃく!
- HIGH SPIRITS
- 蜂蜜★皇帝
- ばってん少女隊
- HAPPY少女♪
- 花いろは
- ハニースパイスRe.
- 蜜兎
- パラディーク
- Palette Parade
- ラナキュラ
- Peel the Apple
- P-Loco
- PinkySpice
- FaM
- FES☆TIVE
- 風男塾
- PrincessGarden-姫庭-
- FRUITS ZIPPER
- フルーティー
- ベンジャス!
- 放課後プリンセス
- ポラライト
- MyDearDarlin’
- 真っ白なキャンバス
- まねきケチャ
- Le☆miel
- ミスティア
- mistress
- Milky＊Sphene
- メイビーME
- Merry BAD TUNE.
- メリーパレード
- もぐちっぷ
- 夜光性アミューズ
- ヤンチャン学園音楽部
- ラテラルアーク
- Lapis
- LoveCherish
- ЯiM:MiR
- RiNCENT.
- READY TO KISS
- rosé collage
- わーすた
- ワンダーウィード 天
- わんふぁす！
- Onephony
- ゑんら

### 予選会
| 順位 | グループ名      |                    | 備考 |
| ---- | --------------- | ------------------ | ---- |
| 1位  | もぐちっぷ      | 3DAYS（6ステージ） |      |
| 2位  | THE ENCORE      | 3DAYS（5ステージ） |      |
| 3位  | 蜜兎            | 3DAYS（5ステージ） |      |
| 4位  | 酔生夢死        | 2DAYS（4ステージ） |      |
| 5位  | AiVER.          | 2DAYS（4ステージ） |      |
| 6位  | SAIGO NI BANSAN | 2DAYS（4ステージ） |      |
| 7位  | IDOL★ST∀R MINE  | 2DAYS（4ステージ） |      |
| 8位  | rosé collage    | 2DAYS（3ステージ） |      |
| 9位  | Sisterあにま    | 2DAYS（3ステージ） |      |
| 10位 | ナト☆カン       | 2DAYS（3ステージ） |      |
| 11位 | メリーパレード  | 2DAYS（3ステージ） |      |
| 12位 | アポロンの翼    | 2DAYS（3ステージ） |      |
| 13位 | LoveCherish     | 1DAYS（2ステージ） |      |
| 14位 | 1学期の前髪     | 1DAYS（2ステージ） |      |
| 15位 | deeper²         | 1DAYS（2ステージ） |      |
| 16位 | ポラライト      | 1DAYS（2ステージ） |      |
| 17位 | SAI²Rium        | 1DAYS（2ステージ） |      |
| 18位 | 泡沫スターチス  | 1DAYS（2ステージ） |      |
| 19位 | Le☆miel         | 1DAYS（2ステージ） |      |
| 20位 | Lapis           | 1DAYS（2ステージ） |      |

## SEKIGAHARA IDOL WARS 2024 〜関ケ原唄姫合戦〜 10th

### 日程
7月19日～7月21日

### 出演者
- i-COL
- iSPY
- ideal peco
- アイドルカレッジ
- I MY ME MINE
- iLiFE!
- iLiFE!候補生
- アキシブproject
- AQA
- あくまで天使
- AdamLilith
- UPローチ
- アップアップガールズ（2）
- アップアップガールズ（仮）
- AMOUR
- Alcute！
- アルテミスの翼
- alma
- THE ENCORE
- Ange☆Reve
- UNBS
- Waltetto×School
- 泡沫パーティーズ
- SIR確変中
- えすれある
- 【eN】
- ゑんら
- OS☆K
- OS☆U
- O2
- ガガピエロ
- かすみ草とステラ
- 仮面女子
- カラフルスクリーム
- カリスマめんざいふっ！
- KissBee
- キミニハネ
- 君に、胸キュン。
- 逆転ねこぱんちっ！
- CANDY TUNE
- 究極人形
- 九州女子翼
- キュン!?恋堕ちキューピッド
- GILTY×GILTY
- KRD8
- けっぱって東北
- サクヤコノハナ
- C;ON
- シークレットシャノワール
- ジエメイ
- Sistersあにま
- SITRA.
- JAPANARIZM
- Sharply♯ × Flutter♭
- JamsCollection
- Shupines
- シュレーディンガーの犬
- 純情のアフィリア
- しろもん
- 神使轟く、激情の如く。
- シンデレラ宣言!
- Symdolick
- Sweet Alley
- すーぱーぷーばぁー!!
- すたんぴっ！
- ZUTTOMOTTO
- SPRISE
- スポポポポニー
- SAY-LA
- SAISON
- Cent Heaven
- タイトル未定
- Task have Fun
- W.ダブルヴィー
- Chu-Z
- twinpale
- 月に足跡を残した6人の少女達は一体何を見たのか…
- TEARS-ティアーズ-
- 手羽先センセーション
- dela
- テラス×テラス
- 天使にはなれない
- テンシメシ
- 点染テンセイ少女。
- TENRIN
- 東京CuteCute
- 東京ガールズブラボー
- 2o Love to Sweet Bullet
- DREAMING MONSTER
- ドレミファソラシード
- ナナコロビヤオキ
- ナナランド
- なみだ色の消しごむ
- なんキニ!
- ＃2i2
- 虹色の飛行少女
- にっぽんワチャチャ
- にとくり。
- NEO BREAK
- 脳内パステル
- のんふぃく!
- HIGH SPIRITS
- 蜂蜜★皇帝
- 花いろは
- ハニースパイスRe.
- Panic Monster !n Wonderland
- 蜜兎
- Bunny La Crew
- ＃ババババンビ
- パラディーク
- Palette Parade
- Peel the Apple
- P-Loco
- ヒトノユメ
- FES☆TIVE
- フューチャーサイダー
- Blancanie
- PrincessGarden-Nagoya-
- PrincessGarden-姫庭-
- フルーティー
- ベロティカ
- ベンジャス!
- ポンコツコンポ
- マーキュロ
- My Sugar Light
- MyDearDarlin’
- マイノリティアラート
- MATANAGOYA
- 真っ白なキャンバス
- まねきケチャ
- 瞬きもせず
- ミスティア！
- mistress
- ミラクルファンファーレ！
- Milky＊Sphene
- Moooove!!
- メイビーME
- モノクローン
- もふる×クロス
- 夜光性アミューズ
- ＃よーよーよー
- LOVE 9 LOVE
- 愛乙女☆DOLL（チームL）
- Re:Clash(Candy☆Drops)
- ЯiM：MiR
- Lily wonder
- RiNCENT#
- ルルネージュ
- READY TO KISS
- Le☆miel
- ワンダーウィード天
- わんふぁす！
- Onephony

### 予選会
| 順位 | グループ名                 |                    | 備考 |
| ---- | -------------------------- | ------------------ | ---- |
| 1位  | Shupines                   | 3DAYS（6ステージ） |      |
| 2位  | えすれある                 | 3DAYS（5ステージ） |      |
| 3位  | OS☆K                       | 3DAYS（5ステージ） |      |
| 4位  | Cent Heaven                | 2DAYS（4ステージ） |      |
| 5位  | マイノリティアラート       | 2DAYS（4ステージ） |      |
| 6位  | ミラクルファンファーレ！   | 2DAYS（4ステージ） |      |
| 7位  | MySugarLight               | 2DAYS（4ステージ） |      |
| 8位  | LOVE9LOVE                  | 2DAYS（3ステージ） |      |
| 9位  | キミニハネ                 | 2DAYS（3ステージ） |      |
| 10位 | Le☆miel                    | 2DAYS（3ステージ） |      |
| 11位 | もふる×クロス              | 2DAYS（3ステージ） |      |
| 12位 | Lily wonder                | 2DAYS（3ステージ） |      |
| 13位 | SITRA.                     | 1DAYS（2ステージ） |      |
| 14位 | AMOUR                      | 1DAYS（2ステージ） |      |
| 15位 | AQA                        | 1DAYS（2ステージ） |      |
| 16位 | ヒトノユメ                 | 1DAYS（2ステージ） |      |
| 17位 | キュン!?恋堕ちキューピッド | 1DAYS（2ステージ） |      |
| 18位 | PrincessGarden-Nagoya-     | 1DAYS（2ステージ） |      |
| 19位 | 究極人形                   | 1DAYS（2ステージ） |      |
| 20位 | Blancanie                  | 1DAYS（2ステージ） |      |

## SEKIGAHARA IDOL WARS 2025 〜関ケ原唄姫合戦〜

### 日程
7月19日～7月21日

### 出演者
- アキシブproject
- カラフルスクリーム
- 君に、胸キュン。
- 煌めき☆アンフォレント
- シンデレラ宣言！
- SAISON
- Task have Fun
- なみだ色の消しごむ
- のんふぃく！
- 花いろは
- FES☆TIVE
- MyDearDarlin’
- まねきケチャ
- ワンダーウィード 天
- わーすた
- iON!
- アイドルカレッジ
- iLiFE!
- THE ENCORE
- UtaGe!
- 可憐なアイボリー
- 九州女子翼
- KRD8
- シュレーディンガーの犬
- Sweet Alley
- SAY-LA
- W.ダブルヴィー
- 手羽先センセーション
- 点染テンセイ少女。
- 虹色の飛行少女
- ハニースパイスRe.
- Peel the Apple
- MyDresscode
- 夜光性アミューズ
- Luce Twinkle Wink☆
- I MY ME MINE
- Alcute！
- KOIHAJI
- サクヤコノハナ
- シークレットシャノワール
- SPRISE
- テンシンランマン
- DREAMING MONSTER
- 夏空のオリオン
- ナナコロビヤオキ

NEO BREAK
- Palette Parade
- ポラライト
- ポンコツコンポ
- My_Stage
- MEGAFON
- Melty BeaR
- ゆるめるモ！
- Lily wonder
- Root mimi
- i-COL
- As a Cutie Pomeranian
- Ill
- AdamLilith
- 泡沫パーティーズ
- 仮面女子
- きゅ～くる
- SAI ²Rium
- スポポポポニー
- セカモノ
- テラテラ
- Drug&Drop
- ドレスコード
- HIGH SPIRITS
- HAPPY CREATORS
- Panic Monster !n Wonderland
- フューチャーサイダー
- PrincessGarden-TOKYO-
- フルーティー
- READY TO KISS